# Rue Donizetti
Pour les articles homonymes, voir Donizetti.
La rue Donizetti est une voie du 16e arrondissement de Paris, en France.

## Situation et accès
La rue Donizetti est une voie publique située dans le 16e arrondissement de Paris. Elle commence 46, rue d'Auteuil et finit 7, rue Poussin. Sur sa partie sud, elle borde la place Jean-Lorrain, où se tient chaque semaine un marché.
Elle est desservie par la ligne 9 du métro de Paris à la station Michel-Ange - Auteuil.

## Origine du nom
Elle est nommée en l'honneur du compositeur italien Gaetano Donizetti (1797-1848).

## Historique
Cette voie de l'ancienne commune de Passy alors dénommée « rue de Montmorency », est ouverte en 1853. Elle est classée dans la voirie parisienne en vertu d'un décret du 23 mai 1863 et elle prend sa dénomination actuelle par un décret du 24 août 1864.
En 1852 avait en effet été décidée la création du chemin de fer d'Auteuil, confié à la Compagnie du chemin de fer de Paris à Saint-Germain. Celle-ci acquiert à cette fin la propriété Boufflers. Le quartier est complètement réaménagé avec la création de la gare d'Auteuil et, à proximité, l'ouverture de plusieurs voies, dont l'actuelle rue Donizetti.
À l'origine, elle relie la rue Poussin à la rue Jean-de-La-Fontaine. En 1872, elle est prolongée jusqu'à la rue d'Auteuil.

### Eaux d'Auteuil
Plusieurs sources d'eau ont été exploitées à Auteuil, notamment sur un ancien tronçon de la rue de la Cure (de nos jours la rue Jasmin). Consistant en « trois filets d'eau froide », elles sont découvertes en 1628. Le médecin de la Cour Pierre Habert d'Orgemont les prescrit pour soigner l'anémie et le foie. En 1720, une commission médicale les note ferrugineuses, « vitrioliques » et sulfureuses. Elles sont cependant moins célèbres que les eaux de Passy. Des travaux de canalisation menés en 1796 permettent de conduire la source, déjà accessible depuis un réservoir sur le premier site, jusqu'à un second au niveau de l'actuel croisement de la rue d'Auteuil et de la rue Donizetti (place Jean-Lorrain), où est aménagée une fontaine. Son débit de 50 m³/jour est réparti aux deux tiers pour la commune d'Auteuil, le reste étant dévolu à la propriété Boufflers. Mais le débit diminue, si bien que la conduite finit par être branchée sur l'eau de la Vanne,.